# 香港地鉄ADtranz-CAF電車

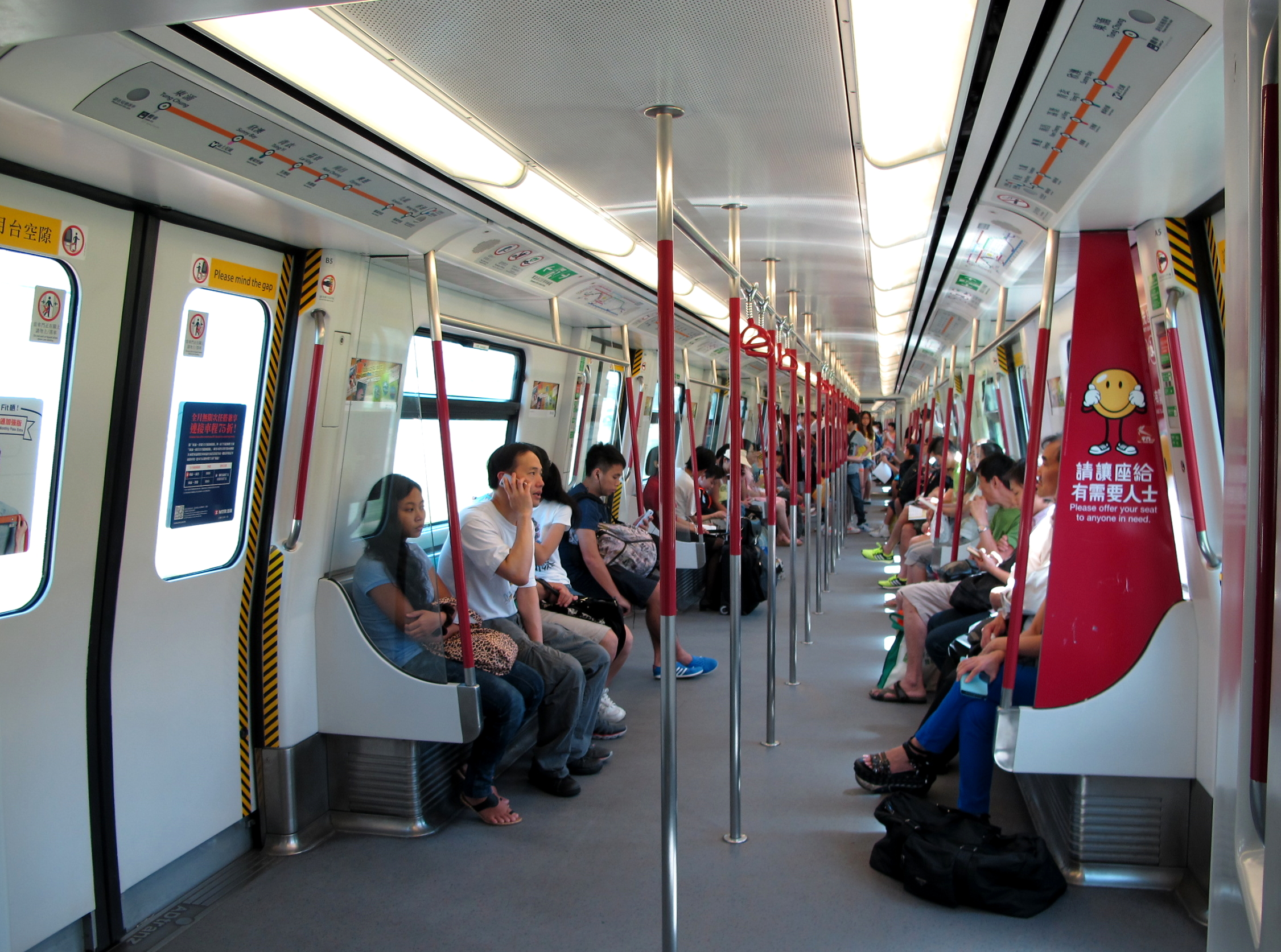
東涌線の車両内部

ADtranz-CAF電車 (ADtranz-CAFでんしゃ)は、香港鉄路 (港鉄)の直流通勤形電車。

## 概要
東涌線、機場快線の開業に向けて、ドイツアドトランツ社とスペインCAFで184両が製造された。営業最高速度は135km/hである。台車には最高速度135km/hに対応するためヨーダンパが設置されている。